# Clàudia Tremps Pérez
Clàudia Tremps Pérez (Ogassa, Ripollès, 18 d'abril de 1996) és una atleta, esquiadora i corredora de curses de muntanya i ultraresistència catalana.
Estudiant d'arquitectura, viu entre Ogassa, el seu poble natal, i Barcelona, on estudia. Començà a córrer amb 17 anys, activitat que combinà amb la competició en equitació. Amb 20 va deixar la competició amb els cavalls i es va centrar de ple al trail running. Competint amb el CE Penedès, també ha combinat l'Ultra Trail amb l'esquí de muntanya. El 2014 començà a participar en curses curtes, i ja el 2015 ho feu en una cursa de 50 km. El 2017 ja participà en les '100 Miles Sud de France', una carrera de 122 kms. Dedicada a les curses d'ultradistància, ha aconseguit molt bons resultats tant a nivell nacional com internacional. L'any 2021 entrà en segona posició a la meta de la Transgrancanaria. L'abril del 2019, aconseguí el cinquè lloc a la categoria femenina de la prova CSD de la Penyagolosa Trail, disputada a Castelló, a la seva distància de 110 km. Amb aquest resultat, Clàudia Tremps se situava líder de la Spain Ultra Cup. En esquí de muntanya, el gener del 2022, Clàudia Tremps fou la vencedora de la segona prova de la Park Piolets Copa d’Andorra, la Cronoescalada Nocturna Grandvalira, que es va disputar ahir a la pista l’Àliga del sector El Tarter, sota una intensa nevada. I també guanyà la Traça Catalana, organitzada per l’Association Sport Montagne Cerdagne Capcir, i primera prova de la Copa FEEC d'esquí de muntanya. El juliol de 2022 aconseguí una tercera posició a la Vall d'Aran by UTMB. L'agost del 2022 aconsegueix el segon lloc a la Ultra-Trail du Mont-Blanc (UTMB).